# Zielonaja Roszcza (rejon bugulmiński)
Zielonaja Roszcza (ros. Зелёная Роща) – wieś (dieriewnia) w Rosji, w Tatarstanie, w rejonie bugulmińskim. W 2021 liczyła 887 mieszkańców.